# Klippen-Leimkraut
Das Klippen-Leimkraut (Silene uniflora), auch Einblütiges Leimkraut genannt, ist eine Pflanzenart aus der Gattung der Leimkräuter (Silene) innerhalb der Familie der Nelkengewächse (Caryophyllaceae).

## Beschreibung

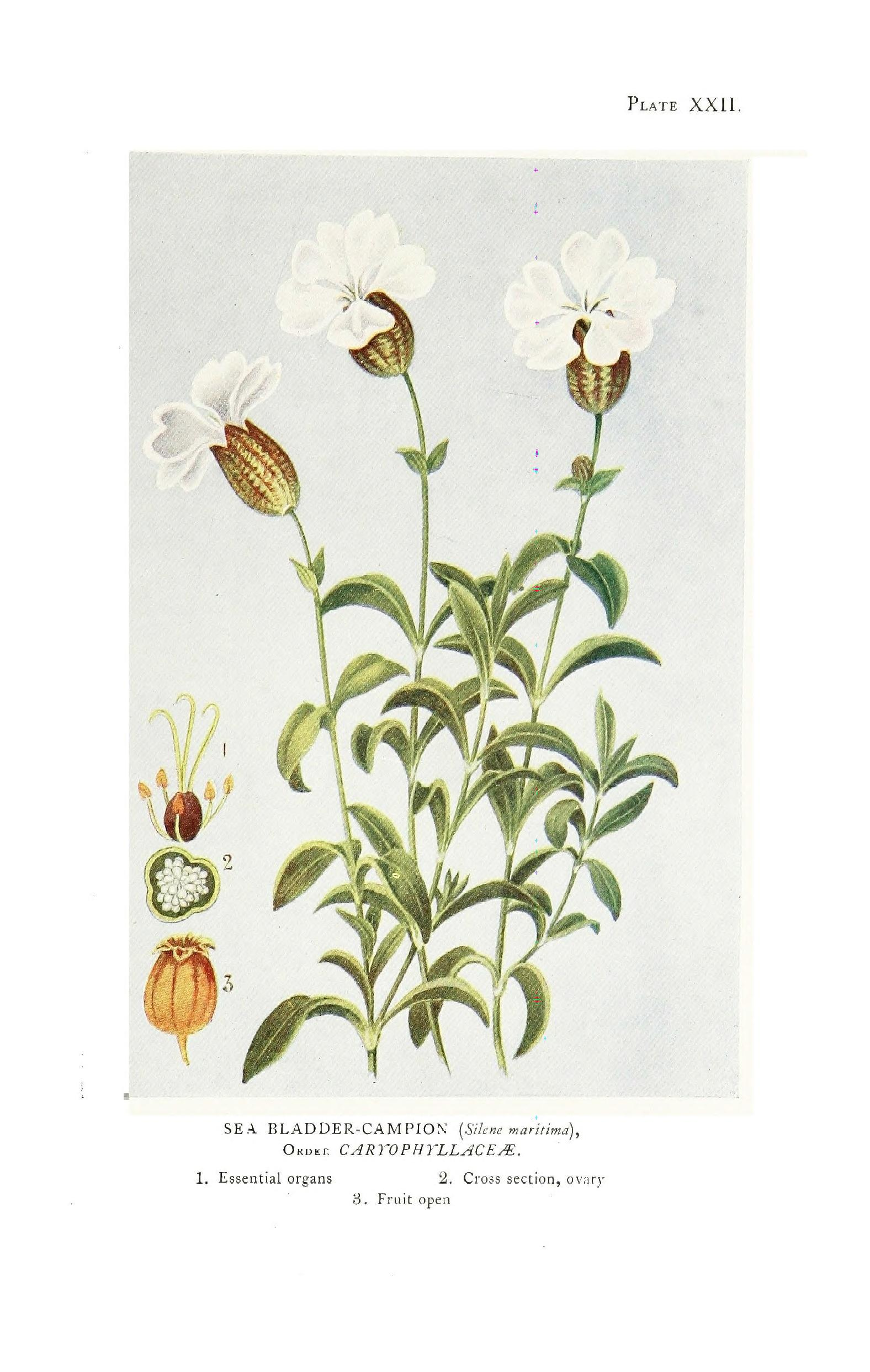
Illustration aus Plant-life, with 74 full-page illus., 24 being from photos, by the author and 50 in colour from drawings, 1915

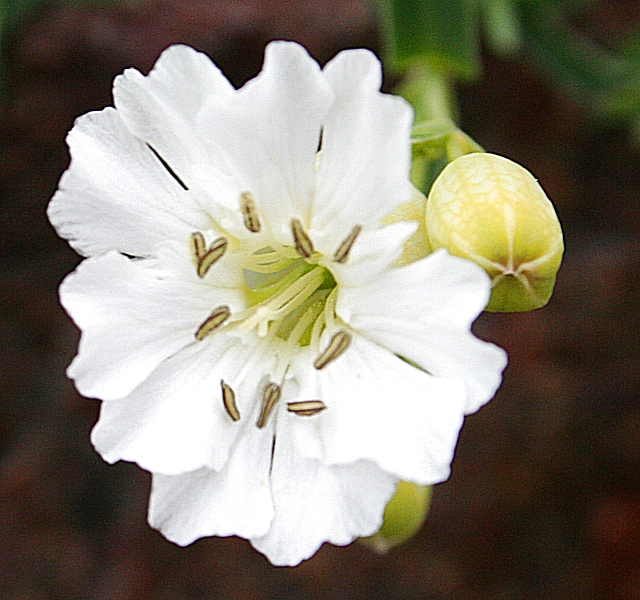
Fünfzählige Blüte im Detail

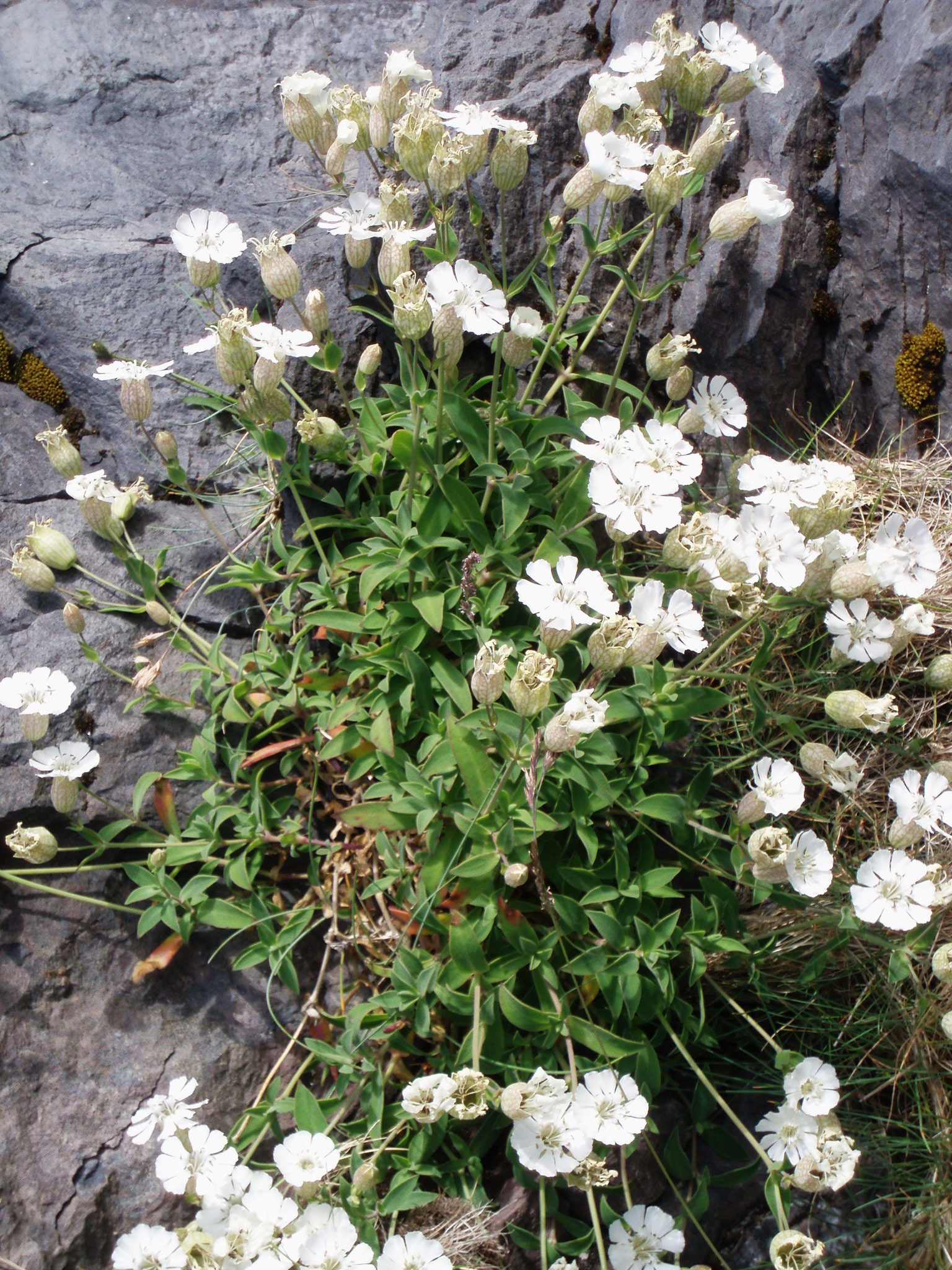
Habitus und Blüten im Habitat

### Vegetative Merkmale
Das Klippen-Leimkraut ist eine ausdauernde, krautige Pflanze, die Wuchshöhen von 10 bis 20, selten bis zu 40 Zentimetern erreicht. Es wächst lockerrasig. Die oberirdischen Pflanzenteile sind -. Die gegenständig am Stängel angeordneten Laubblätter sind etwas fleischig und breit-lanzettlich.

### Generative Merkmale
Die Blütezeit reicht von Juni bis August. Die Blüten sind bei einem Durchmesser von bis zu 2,5 Zentimetern radiärsymmetrisch und fünfzählig. Der Kelch ist stark aufgeblasen, zwanzignervig, kahl und deutlich dunkler netzadrig. Die fünf Kronblätter sind zweispaltig und weiß; bei einigen Sorten kommen rosafarbene Kronblätter und gefüllte Blüten vor.
Die Chromosomenzahl beträgt 2n = 24.

## Systematik und Verbreitung
Die Erstveröffentlichung von Silene uniflora erfolgte 1794 durch Albrecht Wilhelm Roth in Annalen der Botanick (P.Usteri), Band 10, Seite 46. Synonyme für Silene uniflora Roth sind Silene maritima With., Cucubalus littoralis Pers. von 1805. Noch älter ist der Name Cucubalus alpinus Lam. 1786. Dieser kann jedoch nicht zu Silene alpina (Lam.) E.Thomas 1837 kombiniert werden, denn der Name Silene alpina wurde schon 1776 von Pallas für eine andere Art verwendet. Weitere Synonyme für Silene uniflora Roth sind: Behen alpinus (Lam.) Gușul., Behenantha uniflora (Roth) Ikonn., Oberna alpina (Lam.) Ikonn., Oberna uniflora (Roth) Ikonn.
Das Klippen-Leimkraut kommt an den Küsten Westeuropas von den Azoren und Spanien bis nach Murmansk und in Nordafrika auf Strandfelsen vor. Auch die nördliche Ostseeküste ist besiedelt. Am dichtesten ist die Bestände aber in Island, wo die Art auf der ganzen Insel vorkommt.
Je nach Autor gibt es in Europa einige Unterarten:
- Silene uniflora subsp. petraea (Hartm.) Jonsell & H.C.Prent.: Sie kommt in Schweden vor.[2]
- Silene uniflora subsp. thorei (Dufour) Jalas (Syn.: Silene thorei Dufour): Sie kommt in Nordspanien und in Westfrankreich vor. Ihre Blätter sind breit-elliptisch und nicht oder kaum -.
- Silene uniflora Roth subsp. uniflora: Sie kommt im übrigen Verbreitungsgebiet vor und besitzt blau-grüne lineal-lanzettliche Laubblätter.

## Nutzung
Das Klippen-Leimkraut wird in den Gemäßigten Gebieten als Zierpflanze in Parks und Gärten verwendet.